# W
W, w (фр. «дубль вэ», англ. «дабл ю», пол. «ву») — 23-я буква базового латинского алфавита.

## История
В классической латыни буквы W не существовало, при этом также не различались U и V.
В германских языках на определённом этапе развития возникло два сходных звука: 1) по общегерманскому передвижению согласных фонема /p/ перешла в фонему /f/ или /v/, которая произносилась как /v/ между гласными и как /f/ — в остальных случаях; 2) наряду с этим существовал звук [w] (приблизительно как в английском, соответствует русскому [в]), который образовался из праиндоевропейского неслогового [u].
В связи с этим, кроме V, потребовалась ещё одна буква: W, которую ввели в раннем средневековье как лигатуру из двух V.
W употребляется во многих письменностях, основанных на латинском алфавите (английском, немецком, нидерландском, польском и других языках), но в письменностях романских языков, произошедших от латинского, а также финно-угорских языков и ряда других языков — практически только в заимствованных словах.
Также она используется в исторических украинских и белорусских латинских алфавитах, и в современных системах латинизации белорусского языка для буквы Ў ў, например в британской и BGN/PCGN системах, в отличие от буквы Ŭ ŭ, которую использует официальная белорусская романизация.
| прото-семитский вав | финикийский вав | греческий ипсилон | Этрусская V | Латинская V | Латинская W |
| прото-семитский вав | финикийский вав | греческий ипсилон | Этрусская V | Латинская V | Латинская W |

## Символическое употребление
- В МФА — звонкий лабиовелярный аппроксимант.
- В географии и синоптике W означает запад (от англ. west).
- В химии — символ вольфрама.
- В физике буквой W обозначают единицу мощности — ватт.
- В физике элементарных частиц W-бозоны — частицы-переносчики слабого взаимодействия.
- В биохимии W — символ триптофана.
- Тройное W (WWW) (англ. World Wide Web) является символом Всемирной паутины.
- Буква W является неофициальным символом Википедии.
- Буква W вошла в символику Выборга как основной элемент герба Выборга на протяжении нескольких столетий. На Вокзальной площади Выборга установлен памятник — коронованная буква W.

| Название по-русски: дубль-вэ. Код НАТО: Whiskey (/ˈwiski/, [уи́ски]). Азбука Морзе: ·−− |                   |                                     |        |
| \| ○ \| ● \| \| ● \| ● \| \| ○ \| ● \| Шрифт Брайля                                    | Семафорная азбука | Флаги международного свода сигналов | Амслен |
| ○                                                                                      | ●                 |                                     |        |
| ●                                                                                      | ●                 |                                     |        |
| ○                                                                                      | ●                 |                                     |        |